# Kita-ku (Kumamoto)
Pour les articles homonymes, voir Kita-ku.
Kita (北区, Kita-ku) est l'un des cinq arrondissements de la ville de Kumamoto au Japon. Il est situé au nord de la ville.
En 2016, sa population est de 143 208 habitants pour une superficie de 115,34 km2, ce qui fait une densité de population de 1 240 hab./km2.

## Histoire
L'arrondissement a été créé en 2012 lorsque Kumamoto est devenue une ville désignée par ordonnance gouvernementale.

## Transport publics
L'arrondissement est desservi par les lignes Kagoshima et Hōhi de la JR Kyushu, ainsi que par les lignes Fujisaki et Kikuchi de la compagnie privée Kumaden.